# Avvakum
El protopapa Avvakum Petrov (Grigórovo, 20 de noviembre de 1620 o de 1621 - Pustoziorsk,  14 de abril de 1682) fue un eclesiástico y escritor ruso, líder del cisma de los viejos creyentes (los raskólniki) contra la reforma de Nikon.
Nació en Grigórovo (provincia de Nizhny Nóvgorod). Era hijo de un pope. Desde su infancia vivió en su familia un ambiente piadoso, especialmente influido por su madre, que posteriormente tomaría los hábitos e ingresaría en un monasterio. A los 21 años fue designado diácono y a los 23 fue ordenado pope. Hombre de carácter recio, de convicciones firmes y moral intachable, se opuso a la Reforma de Nikon (1656), quien quería acercar la liturgia de la Iglesia ortodoxa rusa a la de la Iglesia ortodoxa griega, pasando a encabezar el cisma de los «viejos creyentes». Perseguido él y toda su familia de manera implacable, fue escarnecido, encarcelado, torturado y desterrado, vio morir de inanición a dos de sus hijos y presenció la mutilación de sus seguidores. Pero nada quebrantó su voluntad, ni le apartó del camino que había elegido: la fidelidad a los viejos cánones ortodoxos rusos, la oposición rotunda a las innovaciones nikonianas y una defensa a ultranza de sus fieles seguidores, los viejos creyentes. En 1667, tras permanecer encadenado y expuesto a la burla del populacho, fue desposeído de su sacerdocio, anatematizado y desterrado a Pustoziorsk (al norte del círculo polar ártico, en la provincia de Arcángel), donde vivió sus últimos catorce años en una choza padeciendo lo indecible y viendo morir como mártires a sus seguidores, antes de terminar ejecutado en la hoguera.
El 14 de abril de 1682, murió en la hoguera, acusado de «injurias al zar».
La mayor parte de sus obras fueron escritas en los últimos quince años de su vida: tratados de religión y moral, diálogos, enseñanzas, epístolas y biografías. Es de destacar su Libro de pláticas, de 1669 a 1675, que contiene diez pláticas sobre cuestiones de la fe cristiana, pero su obra más importante es su propia autobiografía, Vida del protopope Avvakum, escrita por él mismo (1672-1675), confesión apasionada y lírica de un indomable luchador por unas ideas. Esta obra posee un carácter misceláneo en torno a la figura del protagonista: acontecimientos de la época, debates religiosos e ideológicos, recuerdos, vida familiar y en comunidad con sus correligionarios, a los que dedica páginas llenas de amor y reconocimiento. Dostoievski, León Tolstói y Gorki, entre otros, declararon tener en gran estima la obra del protopope, escrita en un lenguaje colorista y rico, que mezcla lo culto y lo popular. La Vida es una obra clave de la literatura rusa del periodo.

## Galería

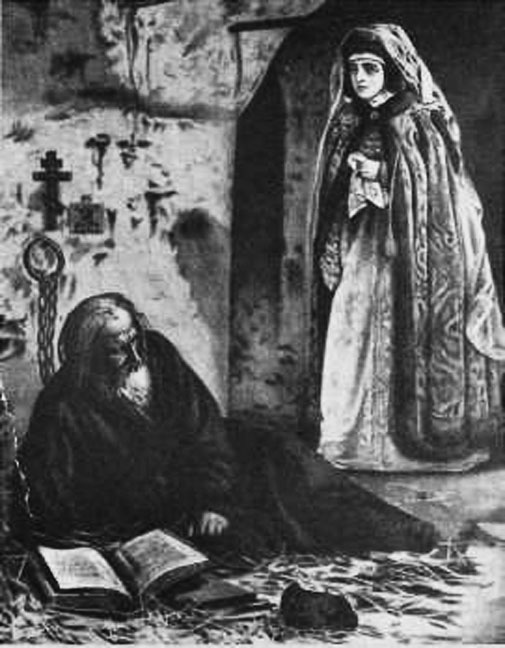
Feodosia Morózova visita a Avvakum
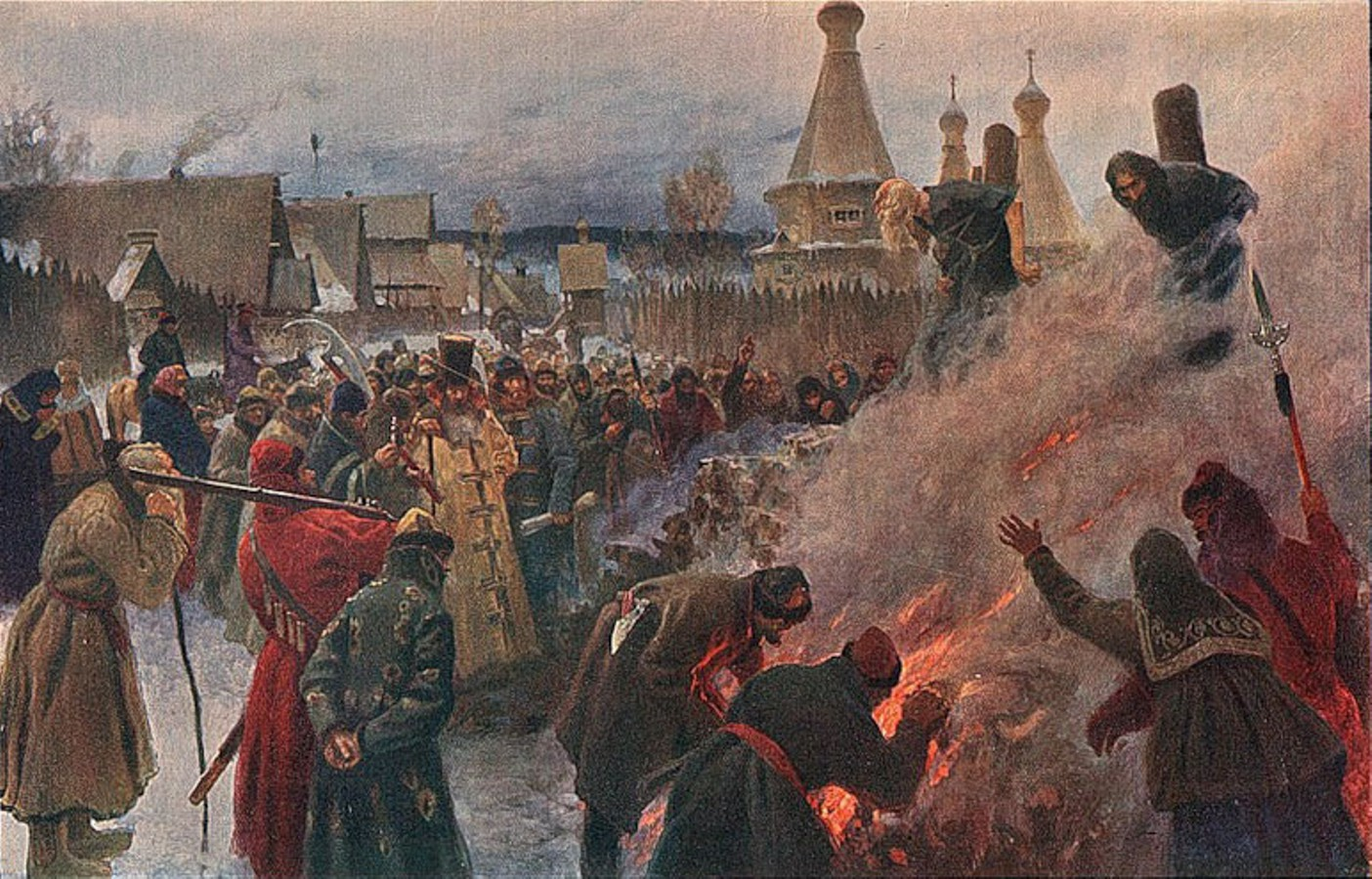
El protopope Avvakum es quemado vivo, cuadro de Piotr Myasoiédov (1867-1913)
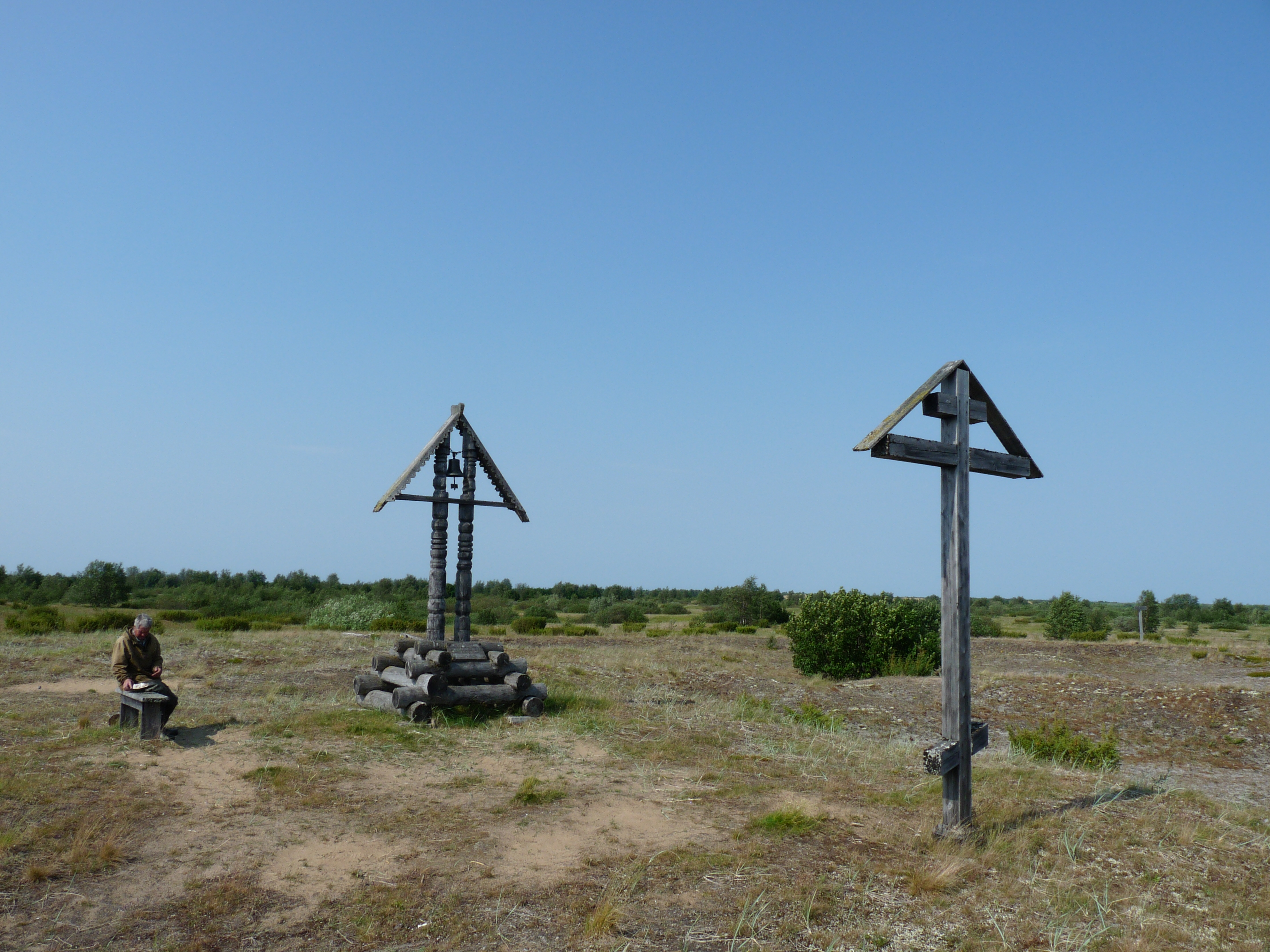
Cruces de madera en el sitio donde Avvakum fue quemado vivo